# Jaskinia w Sztolni Zofia na Miedziance
Jaskinia w Sztolni Zofia na Miedziance (sztolnia "Zofia", sztolnia Łaszczyńskich) – jaskinia w Górach Świętokrzyskich. Ma trzy otwory wejściowe (w tym dwa naturalne) położone w zachodniej części góry Miedzianka, w pobliżu Chęcin, na wysokościach 320 i 326 m n.p.m. Długość części naturalnej jaskini wynosi 279 metrów (razem ze sztolniami 715,5 m), a jej deniwelacja 23 metry (razem ze sztolniami 54 m). 

Jaskinia znajduje się na terenie Rezerwatu Przyrody Góra Miedzianka i jest nieudostępniona turystycznie.

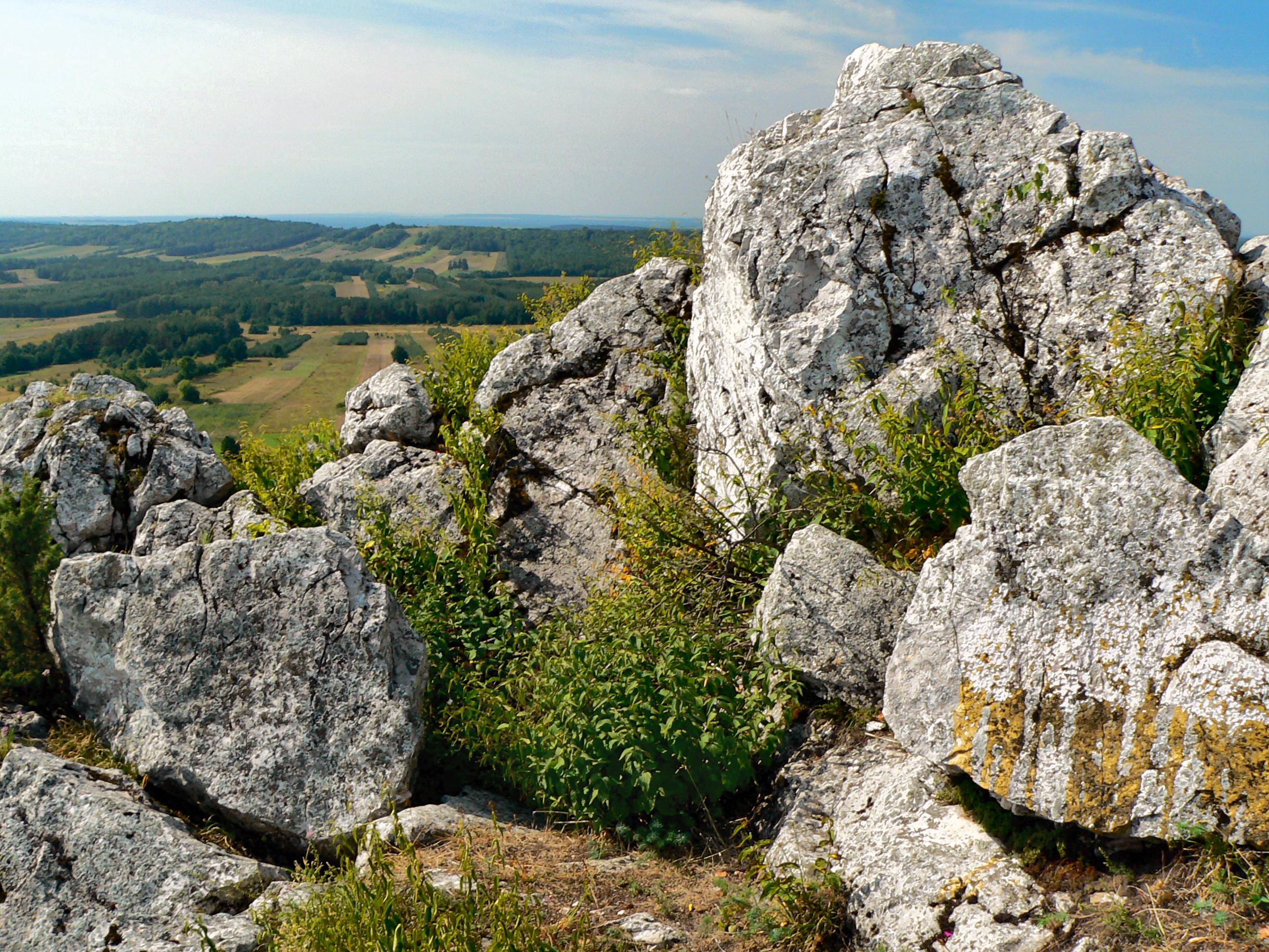
Skały na szczycie Miedzianki

## Opis jaskini
Naturalną część jaskini stanowi szeroki, idący w dół korytarz zaczynający się w dużym, naturalnym otworze wejściowym (głównym). Na samym jego początku odchodzi ciąg niewielkich korytarzyków z których jeden doprowadza do drugiego, małego i naturalnego otworu wejściowego. Nieco dalej od głównego korytarza odchodzą: 
- na lewo ciąg kończący się zaraz wnęką z niewielkim jeziorkiem
- na lewo idący w dół krótki korytarzyk
- na prawo trzy idące do góry korytarzyki, łączące się po kilku metrach i kończące zawaliskiem.

Główny korytarz idzie dalej do miejsca, gdzie na prawo odchodzą dwa boczne ciągi. Jeden to krótka sztolnia, drugi to idąca do góry pochylnia prowadząca do rozgałęzienia. Zaczynają się tu trzy korytarzyki, z których dwa doprowadzają do korytarza głównego kilka metrów dalej. Za nimi główny korytarz mija dwie sztolnie i dochodzi do głębokiego, sztucznego szybu. Kończy się tu naturalna część jaskini.
W szybie znajdują się wejścia do dwóch, krótkich chodników górniczych, z których jeden jest zalany wodą. Na południe od szybu znajduje się salka, z której odchodzą cztery chodniki. Najdłuższy z nich ma kilkadziesiąt metrów długości. Na wprost od głównego korytarza, za szybem, zaczyna się długi chodnik górniczy prowadzący do otworu trzeciego. Mniej więcej w jego połowie odchodzi w bok 10-metrowy chodnik.

## Przyroda
W jaskini można spotkać polewy kalcytowe. Znajdują się w niej małe jeziorka i kałuże. Ściany są mokre, brak jest na nich roślinności. W jaskini zimują nietoperze.

## Historia odkryć
Jaskinia była znana od dawna, prawdopodobnie od XIV wieku. Wydobycie rud miedzi prowadzono głównie  w XIX wieku. Niebezpiecznym miejscem w jaskini jest głęboki, 30-metrowy szyb, w którym doszło już do śmiertelnego wypadku. Opis i plan jaskini sporządził Krzysztof Recielski przy pomocy Agnieszki Gajewskiej i Dariusza Lermera w 1990 roku.